# Barrette de terre
La barrette de terre est un élément essentiel d'une installation électrique permettant de tester la qualité de la mise à la terre de l'installation et l'efficacité du fil de protection.

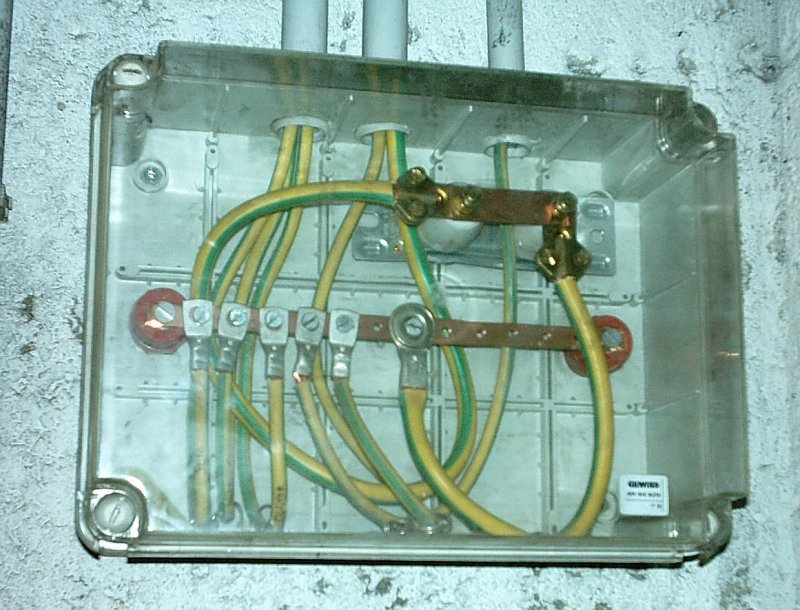
Tableau central de mise à la terre, avec, en haut à droite la « barrette de terre et en bas à gauche la liaison équipotentielle générale ».

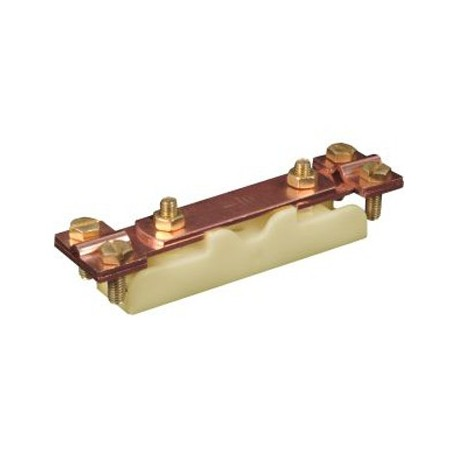
Barette de sectionnement de terre

## Description
La barrette de terre est une liaison électrique située entre la liaison équipotentielle des fils de protection et juste avant le puits de terre. Cette barrette permet de déconnecter le « fil de protection » d'un lieu, le temps de faire le test de la qualité de la « mise à la Terre ».

## Utilisation
La raison essentielle de cette barrette est de pouvoir tester, ou vérifier, la qualité de la liaison, de l'installation électrique d'un bâtiment, à la terre afin de pouvoir vérifier son efficacité et garantir la sécurité des utilisateurs du bâtiment. Il existe différentes techniques de mesure de qualité de la mise à la terre.
AttentionCette barrette ne doit être ouverte que le temps du test, et être reconnectée dès la fin de celui-ci, pour garantir l’efficacité de la mise à la Terre et la sécurité de l'ensemble de l'installation électrique.

## Législation
En France, la prise de terre doit être munie d'une barrette de terre pour permettre le test de la valeur de la résistance de terre.